# Mytilus californianus
Espèce
Mytilus californianus est une espèce de mollusques bivalves, de la famille des Mytilidés. C'est un animal marin, qui vit fixé aux rochers dans la zone de balancement des marées.